# IHRA Drag Racing (videojuego)
IHRA Drag Racing es un videojuego de carreras desarrollado por Digital Dialect y publicado por Bethesda Softworks. Es parte de la serie de videojuegos IHRA Drag Racing. Una versión de Dreamcast, cuyo lanzamiento estaba programado para el 25 de abril de 2001, fue cancelado. El juego fue lanzado en teléfonos móviles el 1 de junio de 2003.

## Desarrollo
El juego fue anunciado en marzo de 1999. El lanzamiento del juego estaba programado para el segundo trimestre de 2000.

## Recepción
Stephen Poole de GameSpot evaluó IHRA Drag Racing para Microsoft Windows y lo calificó con un 5.3 de 10 al afirmar "Si le dedicas mucho tiempo y paciencia al juego, ciertamente hay algo divertido para en IHRA Drag Racing. Desafortunadamente, debido a todos los problemas del juego, parece probable que no muchos jugadores se queden con él el tiempo suficiente para disfrutarlo".

## Ventas
IHRA Drag Racing vendió más de 750,000 copias en marzo de 2003 y más de 1 millón en noviembre de 2003.